# George Cosmas Zumaire Lungu
George Cosmas Zumaire Lungu (* 4. Februar 1960 in Zumaire, Sambia) ist Bischof von Chipata.

## Leben
George Cosmas Zumaire Lungu empfing am 29. August 1985 das Sakrament der Priesterweihe.
Am 23. Dezember 2002 ernannte ihn Papst Johannes Paul II. zum Bischof von Chipata. Der Apostolische Nuntius in Sambia, Erzbischof Orlando Antonini, spendete ihm am 23. Februar 2003 die Bischofsweihe; Mitkonsekratoren waren der Erzbischof von Lusaka, Medardo Joseph Mazombwe, und der Bischof von Mpika, Telesphore George Mpundu.